# Лапшин (Стрийський район)
Ла́пшин — село в Україні, у Стрийському районі Львівської області. Населення становить 99 осіб.

## Географія
Біля села є водоспад Фантом, висотою 8 метрів.

## Населення

### Мова
Розподіл населення за рідною мовою за даними перепису 2001 року:
| Мова       | Кількість | Відсоток |
| ---------- | --------- | -------- |
| українська | 98        | 98.99%   |
| російська  | 1         | 1.01%    |
| Усього     | 99        | 100%     |